# Pont de Can Peixauet
El pont de Can Peixauet se situa sobre el riu Besòs i connecta el municipi de Santa Coloma de Gramenet amb el barri del Bon Pastor de Barcelona. L'obra, amb un disseny modern i d'impacte visual, va ser projectada per Juan José Arenas de Pablo i Marc Pantaleón. Va ser inaugurat l'any 1992 sent un dels 4 ponts que connecta Barcelona amb Santa Coloma de Gramenet. També és conegut com a Pont del Potosí per perllongar el carrer del mateix nom.

## Descripció
El pont es troba sobre el riu Besòs. Aquest riu representa un dels elements essencials que configuren la personalitat de Santa Coloma de Gramenet i que ha servit per preservar la seva identitat. A més suposa una barrera que separa el municipi de Barcelona.
El primer pont d'unió entre aquests dos municipis es va inaugurar al 1913, l'antic Pont Vell. Més tard es construirien els ponts de Can Zam i del Molinet. El pont de Potosí, nom amb què es coneix popularment a la zona, es va inaugurar al 1992, dins del pla de millora de la ciutat per als Jocs Olímpics. És l'últim dels quatre ponts que actualment connecta Santa Coloma de Gramenet amb els barris més urbanitzats de Barcelona, millorant així la seva integració amb l'àrea metropolitana. Per això, el pont inclou passejos de vianants de 6 m d'ample, concebuts no només de pas, sinó també per caminar i descansar, mirant el paisatge.
El disseny modern i espectacular del pont de Can Peixauet forma part del patrimoni artístic de Santa Coloma de Gramenet.

## Característiques tècniques
El pont del carrer Potosí sobre el riu Besòs és de tipus atirantat, de característiques urbanes, amb una longitud total de 138 metres i 35 d'amplada. Dues piles de formigó armat divideixen el pont en tres trams. El tram central té una llum de 76 metres. Les piles del pont serveixen de suport de les dues torres on tenen origen els tirants que sustenten el tauler en el seu pla mitjà. El disseny de la secció transversal ha estat conformat amb formigó pretesat, per fer front als esforços interns de flexió transversal. En disposar d'un únic de pla de suspensió en l'eix del tauler, la flexió transversal d'aquest pont va plantejar més dificultats que els esforços longitudinals.
El tauler es compon d'una biga de calaix central. Connectats a aquesta hi trobem unes bigues de cantell variable perllongades cap a fora. A l'interior del calaix hi trobem, cada 7,20 m i en sentit longitudinal, un diafragma transversal que permet l'ancoratge d'un parell de tirants. Aquests tirants suporten part del pes propi, la càrrega de superestructura i la sobrecàrrega d'ús. La resta de la càrrega és suportada pels pilars i pels estreps.